# Process control system
Een process control system (PCS) is een automatiseringssysteem dat speciaal is toegerust voor het besturen van industriële processen in de procestechniek. Vroeger stonden dergelijke systemen ook wel bekend onder de naam distributed control system (DCS) omdat de componenten van een dergelijk systeem veelal verschillende functies hebben en door een of ander communicatienetwerk met elkaar verbonden zijn.
De basisfuncties van een DCS of PCS zijn: 
- PLC-functies (digitale signalen)
- Regelen van analoge signalen: regelen van diverse procesparameters
- Historiek (het opslaan van historische gegevens)
- Visualisatie (synoptiek of het visualiseren van de in het proces optredende omstandigheden)
- Alarmmanagement, het beheren van abnormale condities
- Het rapporteren naar bovenliggende systemen zoals manufacturing execution systems en systemen voor enterprise resource planning
- Een interface naar onderliggende systemen zoals programmable logic controllers (PLC's) die bijvoorbeeld allerlei beveiligende taken uitvoeren.